# 노새
노새(Mule)는 암말과 수당나귀와의 사이에서 난 잡종이다. 수말과 암당나귀 사이에서 나온 새끼는 반대로 버새라고 한다.
수컷 당나귀와 암컷 말의 자손이다. 말과 당나귀는 서로 다른 종이며 염색체 수가 다르다. 두 가지 가능한 1세대 잡종 중 노새는 암컷 당나귀(제니)와 수컷 말(종마)의 자손인 히니보다 구하기 쉽고 더 흔하다.
노새는 크기가 매우 다양하며 색상은 다양하다. 이 동물들은 말보다 인내심이 강하고, 강인하며, 수명이 길며, 당나귀보다 덜 완고하고 지능이 높은 것으로 인식된다.

## 특성
일반적으로 노새와 히니 모두 동물의 앞부분과 머리는 아비의 것과 유사하고, 뒷부분과 꼬리는 어미의 것과 유사한 경향이 있다.  노새는 일반적으로 히니보다 크며 귀가 길고 머리가 더 무겁다. 꼬리는 대개 암말 어미처럼 긴 털로 덮여 있다.  노새는 당나귀의 가는 팔다리, 작고 좁은 발굽, 짧은 갈기를 갖고 있는 반면, 높이, 목과 몸통의 모양, 꼬리의 균일성은 털과 이빨은 말의 이빨과 더 유사하다.
노새의 크기는 125cm(50인치) 미만의 작은 미니어처 노새부터 기갑까지 180cm(70인치)까지 서 있는 크고 강력한 드래프트 노새까지 다양하다.  평균 체중은 약 370~460kg(820 및 1000파운드) 사이이다.
털은 말이나 당나귀에서 볼 수 있는 어떤 색이든 상관없다. 노새는 일반적으로 당나귀에서 흔히 볼 수 있는 밝은 점, 즉 배와 허벅지 안쪽, 주둥이, 눈 주위의 창백하거나 가루 같은 부분을 나타낸다. 이들은 종종 등쪽 줄무늬, 어깨 줄무늬 또는 다리에 얼룩말 줄무늬와 같은 원시적인 표시를 가지고 있다.
노새는 하이브리드 활력을 보여준다. 찰스 다윈(Charles Darwin)은 다음과 같이 썼다. "노새는 항상 나에게 가장 놀라운 동물로 보인다. 잡종은 부모보다 더 많은 이성, 기억력, 완고함, 사회적 애정, 근지구력 및 수명을 가져야 한다는 사실이 이를 시사하는 것 같다. 그 예술은 여기서 자연을 능가했다."
노새는 당나귀로부터 지능, 확실한 발판, 강인함, 지구력, 성향 및 타고난 조심성의 특성을 물려받았다. 말로부터 속도, 형태 및 민첩성을 물려받는다.  노새는 부모 종보다 더 높은 인지 지능을 나타내는 것으로 알려져 있지만 이러한 주장을 뒷받침할 강력한 과학적 증거는 부족하다. 최소한 두 가지 증거 기반 연구에서 나온 예비 데이터가 있지만 제한된 전문 인지 테스트 세트와 소수의 피험자에 의존한다. 노새는 일반적으로 당나귀보다 어깨 높이가 더 크고, 최고 속도는 낮지만 말보다 지구력이 더 좋다.
20세기 초에는 노새가 짐을 싣는 동물로서 말보다 선호되었다. 노새의 피부는 말의 피부보다 단단하고 덜 민감하며 무거운 무게를 더 잘 지탱할 수 있다.

## 같이 보기
- 지브로이드

## 참고 자료
- 이 문서에는 다음커뮤니케이션(현 카카오)에서 GFDL 또는 CC-SA 라이선스로 배포한 글로벌 세계대백과사전의 내용을 기초로 작성된 글이 포함되어 있습니다.